# Потеря (мультфильм)
«Потеря» («Ничья вещь», «Потерянная штука») (англ. The Lost Thing) — англо-австралийский компьютерный антиутопический мультфильм 2010 года. Лауреат премии Оскар-2011 в номинации Лучший анимационный короткометражный фильм. Автоэкранизация одноимённой книги Шона Тана.

## Сюжет
Повествование ведётся от первого лица — Шона. Рассказчик — Тим Минчин.
Антиутопийное будущее, Мельбурн, Австралия. Мальчик Шон увлекается собиранием бутылочных крышек для своей коллекции. Однажды в своих поисках он забредает на пляж, где обнаруживает диковинное существо: нечто среднее между огромной цистерной, осьминогом и крабом, которое никто, кроме него, не замечает. Создание оказывается дружелюбным, Шон весь день играет с ним, а потом ведёт его по городу на поиски хозяина, но безуспешно. Его друг-«технарь» Пит также не может сказать ничего определённого о природе этого объекта. Шон приводит Существо домой, но родители вскоре заставляют мальчика выгнать его. Шон прячет создание в сарае.
Вскоре по телевизору мальчик видит рекламу «Федерального департамента всякой всячины» и решает отвести своего знакомого туда. Там ему предлагают оставить объект у них, заполнив кипу бумаг, но мальчика отговаривает странное существо, работающее в Департаменте уборщиком. Оно даёт Шону знак: изображение изогнутой стрелки. Приятели ищут по всему городу эти знаки и наконец приходят к тёмной незаметной двери. За ней оказывается яркий солнечный мир, населённый фантасмагоричными сюрреалистичными живыми существами и механизмами, многие из которых словно сошли с полотен Сальвадора Дали. Мальчик оставляет Создание там, поняв, что это именно его мир.
В течение некоторого времени после расставания, Шон встречает на улице странных необычных «потерянных» существ, но это происходит всё реже и реже. Мальчик не знает: или этих созданий становится меньше, или он взрослеет…

## Награды и номинации
Помимо «Оскара», полученного в 2011 году, мультфильм в 2010—2011 гг. номинировался ещё на 6 различных наград в разных категориях известных кинофестивалей и выиграл 5 из них.